# Super Furry Animals
Super Furry Animals (literalment en anglés «animals súper peluts») fon un grup de rock gal·lés originat a Caerdydd a principis de la dècada del 1990 i en actiu fins al 2016: els Super Furry (sovint ressenyat de forma abreujada com a SFA) utilitzen principalment l'anglés en les seues cançons, encara que també fan ús de la seua llengua materna, el gal·lés.
El nom del grup deriva d'unes camisetes dissenyades per la germana de Gruff Rhys (cap visible del conjunt) amb la llegenda en qüestió estampada sobre el teixit i, encara que el grup acostuma a fer ús del llenguatge amb doble sentit, el seu nom no pareix tindre cap altre significat explícit o implícit més que l'evident.
L'actor Rhys Ifans (Twin Town, Notting Hill) va ser cantant dels SFA durant els començaments, abans que el grup obtinguera ressò estatal; això a banda, la formació sempre ha sigut la mateixa.

## Origen

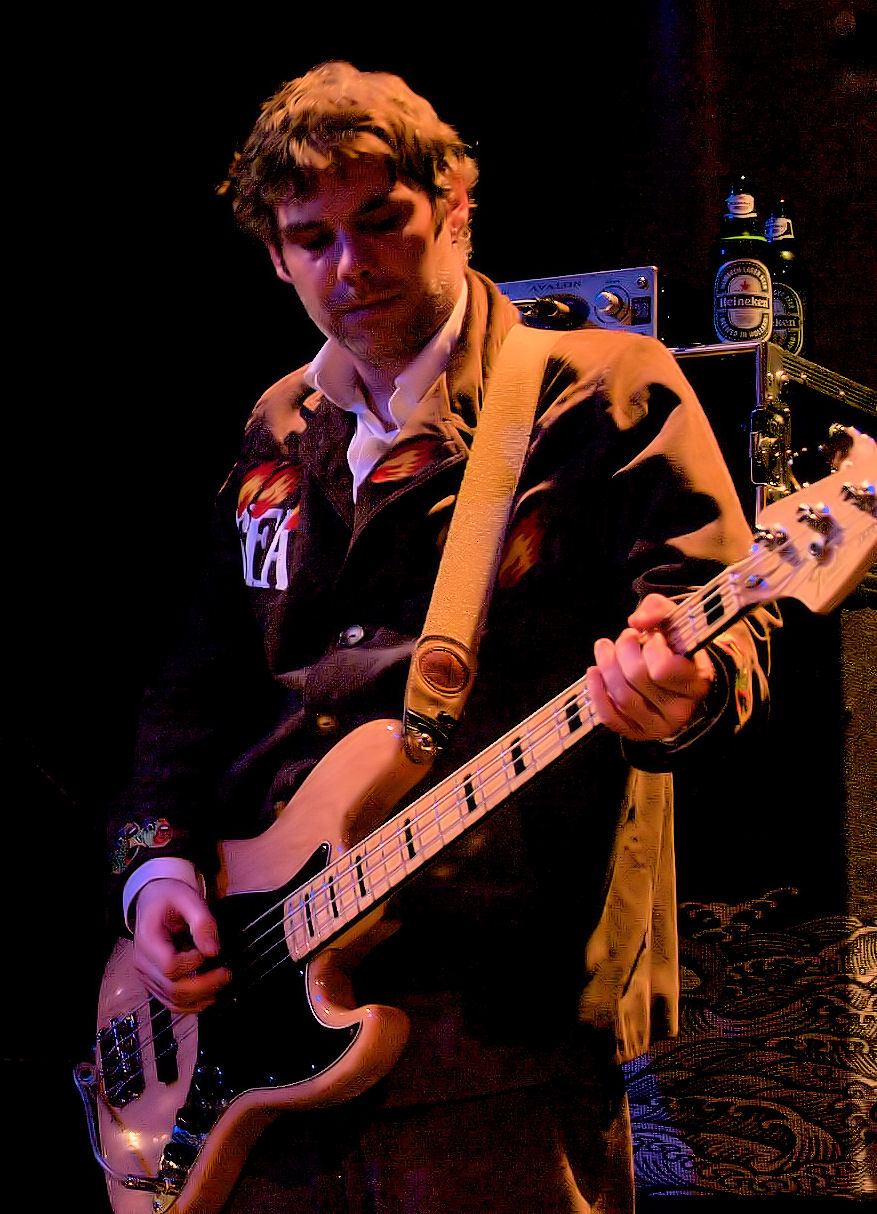
Guto Pryce en 2008

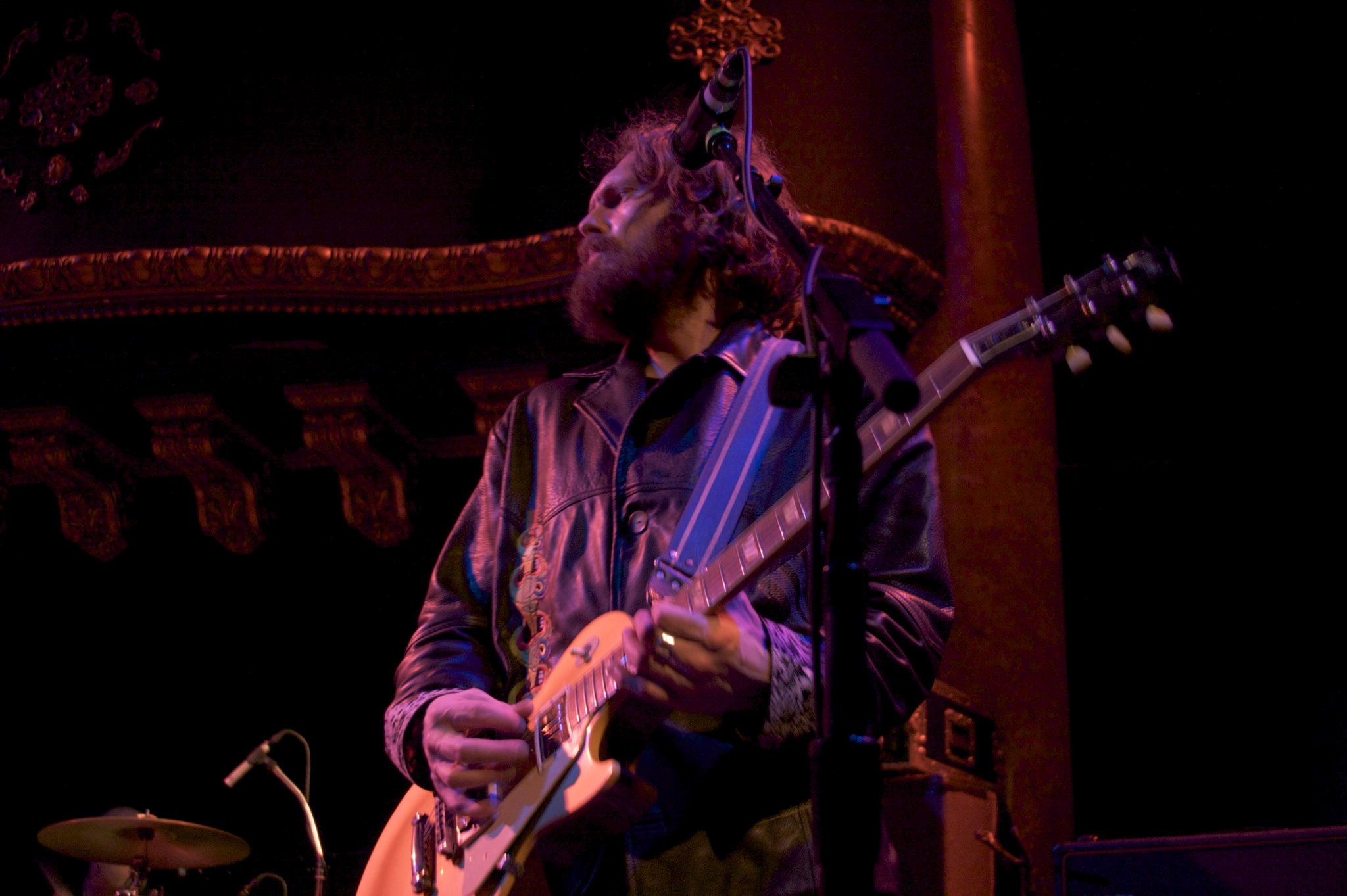
Huw Bunf Bunford en 2008

Els components del grup es van ajuntar a la capital gal·lesa després de formar part de diversos conjunts: Anhrefn, Emily i -el més notable d'ells- Ffa Coffi Pawb (literalment, els «grans de café de tot lo món»; fonèticament, «que vos foten a tots»). Rhys, Ieuan i Pryce tocaven junts des de principis dels 90 i van rodar per la Bretanya com a grup de música tecno; en afegir-se Bunford i Ciaran començaren a fer noves cançons i en 1995 firmaren amb la discogràfica independent gal·lesa Ankst, per la qual cosa se'ls considera part de la renaixença de les arts a Gal·les junt amb altres grups musicals com Catatonia, Gorky's Zygotic Mynci i els Manic Street Preachers.

## Ankst
La primera cançó publicada pel grup va ser Dim Brys Dim Chwys («no t'afanyes, no t'acalores»), una peça de tecno ambiental gravada en 1994 per a la ràdio gal·lesa que, en agost del 95, s'inclouria en el recopilatori Triskedekaphilia. Llavors, dos mesos abans els Super Furry Animals ja havien signat amb Ankst i acabaven d'editar el seu EP de debut: Llanfairpwllgwyngyllgogerychwyrndrobwllllantysiliogogogoch (In Space), inclòs en el Llibre Guinness dels Rècords per ser l'EP amb el títol més llarg (cal dir que això fa referència al topònim oficial del poblet de Llanfairpwll, un dels més llargs del món). Encara en octubre del 95 treien un altre EP, Moog Droog, el nom del qual mescla la coneguda marca de sintetitzadors Moog i l'argot utilitzat en La taronja mecànica; a més, també es pot interpretar Mwg Drwg, que en gal·lés (idioma en el qual canten estos dos primers lliuraments) significa «fum de canyot» com a sinònim de cànnabis.
A les acaballes del mateix any, en un concert a Camden (el segon que feien fora de Gal·les, després d'un altre a Londres) van ser «descoberts» per Alan McGee, que els va oferir contractar-los per la seua discogràfica, Creation (la qual, poc més avant, llançaria a la fama els Primal Scream, Teenage Fanclub i Oasis), amb la condició que deixaren de cantar en la seua llengua materna i ho feren en anglés; sorprenentment, en eixa ocasió ho havien cantat (i parlat) tot en anglés, encara que pel seu accent tancat amb prou faena se'ls entenia.

## Fuzzy Logic(1996)
En febrer de l'any següent es produïa el seu debut en Creation amb Hometown Unicorn («unicorn local»), «senzill de la setmana» en la New Musical Express (a proposta dels Pulp) i el seu primer èxit entre els cinquanta primers del Regne Unit: concretament, en el lloc 47. El següent, una nova versió de God! Show Me Magic («Déu! Ensenya'm màgia», l'única cançó en anglés dels dos EP anteriors), va arribar al lloc 33 només publicar-se (en abril del mateix any) i també va ser Single or the Week de la NME. En maig apareixia el seu primer disc, Fuzzy Logic («lògica difusa», un concepte filosòfic), que també va rebre bones crítiques (malgrat no tindre massa èxit de vendes) i va arribar al lloc 23 de les llistes: en la portada apareixen diverses fotos de carnet del famós traficant de drogues blanes (i resident a Palma) Howard Marks disfressat, del qual parla una altra cançó del disc, Hangin' (with Mr. Marks) («de traina amb el sr. Marks»).
El tercer single, una nova versió de Something 4 the Weekend («alguna cosa pel cap de setmana», una cançó sobre el tast de vins) més molla que la del disc, va arribar al número 18 eixe juliol. El quart i últim, If You Don't Want Me to Destroy You («si no vols que et destruïsca») havia d'anar acompanyat d'una altra cançó anomenada The Man Don't Give a Fuck («a l'home se li'n fot»), però hi va haver problemes en llevar un estracte de la cançó Showbiz Kids de Steely Dan que constituïa la base de la tornada i al final la van substituir per Guacamole: el single va arribar al número 18 i The Man Don't Give a Fuck quedaria com una de les peces més reconegudes del grup. En aconseguir els drets de la cançó la van editar com a senzill junt amb unes altres remescles, però en fer ús repetit de la paraula fuck («fotre») més de cinquanta voltes, va ser molt poc radiada; així i tot, va arribar al lloc 22 i va quedar com a última cançó del seu repertori en directe.

## Radiator (1997)
A principis del 97, els Furry Animals s'embarcaren en la NME Brats Tour (la gira per a «cagons» de la revista britànica) i embastaren immediatament la continuació del Fuzzy logic. Dos nous senzills precediren el nou àlbum: Hermann ♥'s Pauline (una cançó sobre els pares d'Einstein) en maig i The International Language of Screaming («el llenguatge internacional del crit») en juliol, llocs 26 i 24 en la llista d'èxits, respectivament; estos eren els primers a presentar portades de l'artista Pete Fowler, el qual des de llavors els les ha dissenyades quasi totes. El disc, de nom Radiator («radiador»), arribaria en agost del mateix any i la resposta va ser, si més no, millor que la de l'anterior en vendre's més ràpidament i arribar al número 8; Creation, però, no va tindre vista comercial, en publicar-lo només quatre dies després de l'esperat Be here now dels Oasis. Dos singles més, Play it Cool («toca-ho bé», setembre del 97) i Demons («dimonis», novembre del 97) que arribarien -ambdós- al lloc 27 en les llistes, suggerien que SFA pugnava per sobrepassar la seua fita comercial alhora que s'establien com a favorits de la premsa musical, un avantatge sobre els altres integrants del Britpop.

## Ice Hockey Hair (1998)
Després d'un descans per repensar-s'ho, a principis del 98 gravaren un nou EP a ca Gorwel Owen i l'editaren en maig: Ice Hockey Hair (perífrasi referida al mullet, un tall de cabell associat amb els jugadors d'hoquei sobre gel), de quatre temes, contenia les inconfusibles habilitats compositives de SFA combinades amb ritmes frescs i un compàs emprat dels Black Uhuru; la cançó homònima, d'una èpica melòdica i commovedora, va guanyar en emissions mentre Smokin es convertia en una altra preferència dels aficionats. La tornada, que resa «jo només vull fumar-me'l» («I just want to smoke it») va rebre acceptació immediata, si bé en una entrevista en la Melody Maker els Furries afirmaven que això es referia a fumar un peix o a les rodes dels camions com cremen l'asfalt. Així, es va convertir en el seu lliurament més reeixit en arribar al número 12 en les llistes i proporcionar-los una aparició memorable en el programa de televisió Top of the Pops.
En novembre del mateix any encara editaren Out Spaced, una recopilació de cançons de l'etapa d'Ankst (Dim Brys Dim Chwys inclosa), les cares B preferides pel grup i les sol·licitades The Man Don't Give a Fuck i Smokin (amb una edició especial limitada en un paquet de goma en forma de mamella). Aparentment, això s'interpretava com una línia de separació entre una primera època inicial del conjunt i la pròxima, més ambiciosa, que vindria després.

## Guerrilla (1999)
En gener de 1999 els Super Furry van ser proclamats «millor grup novell» pels lectors de la NME; en maig, el nou single arribava al número 11 de la llista: Northern Lites (literalment «llums del nord», també és el nom d'un tipus de llavors de cànem), una densa producció amb tambors de limbo que executen un ritme de calipso mentre Gruff Rhys canta una lletra irrellevant sobre El Niño (i un videoclip més desbaratat encara, en forma de documental sobre com es tallen les pedres del curling), era la carta de presentació del Guerrilla.
Enregistrat als Real World Studios, el nou lliurament conservava les melodies pop dels discs anteriors, però prenia una nova direcció menys dependent de les guitarres i esdevenia el treball més experimental del grup en aquell moment: capes de música mostrejada sobre vent metall, percussió i la veu melòdica de Gruff produïren un àlbum que reprenia la llibertat creativa dels grups dels 60 i l'actualitzava a les acaballes dels 90.
El resultat oscil·la entre el glam rock i el garage en peces rockeres com Night Vision («visió nocturna») o The Teacher («el mestre»), el tecno innovador de Wherever I Lay My Phone (That's My Home) («allà on deixe el mòbil, allà tinc la llar»), l'Ambient alternatiu de Some Things Come From Nothing («algunes coses venen de no res») i el drum and bass marxós de The Door To This House Remains Open («la porta d'esta casa es queda oberta»). La portada, també de Fowler, presentava els primers models tridiminsionals dels seus personatges, en compte dels dibuixos que havia fet en Radiator i els seus singles.
Després de tocar en diversos festivals estiuencs (l'any anterior havien actuat en el FIB, on es van presentar en valencià amb un «Bona nit! Som els Super Furry Animals!!»), el conjunt va traure Fire in My Heart («foc en el meu cor», la peça més acústica del Guerrilla) en agost i la va vore aplegar fins al 25. Llavors s'embarcaren en una gira pels Estats Units i el Regne Unit, on l'últim recital va tindre lloc al Cardiff International Arena: eixe va ser el primer concert de la història en Surround i emès per Internet.

## Mwng (2000)
Al gener de l'any 2000, en una entrevista en Melody Maker, Rhys declarà: «M'agrada la idea de crear caos cultural.» El mateix mes encara apareixia l'últim single del Guerrilla, Do or Die («mou-te o mor-te»), que va arribar al número 20; també era l'últim lliurament del grup en Creation, ja que Alan McGee va decidir dedicar-se a altres assumptes. De fet, els SFA ja estaven pensant a traure el disc següent en el seu propi segell, Placid Casual: Mwng (pronunciat /mung/), publicat el 25 de maig, encara s'allunyava més de la seua línia inicial amb un repertori eminentment acústic cantat en la seua llengua materna, inintel·ligible a la resta dels britànics.
Així i tot, les brillants melodies demostraven que les habilitats dels Furry Animals no s'havien perdut entre la producció psicodèlica i arribar al lloc número 11 en vendes, una fita ressenyable en tractar-se d'un disc en una altra llengua radicalment diferent de l'anglés que va ser distingit pel parlament en l'esforç per promoure la llengua gal·lesa. L'únic senzill extret del Mwng («cabellera» en gal·lés) va ser Ysbeidiau Heulog («intervals assoleiats»), una edició limitada de tres mil còpies en vinil amb Charge (una peça de rock instrumental gravada en les sessions de John Peel per la BBC) en la cara B, publicada en maig del 2000, poc abans de l'eixida del disc el mateix mes.
En 2000 també va tindre lloc la seua col·laboració amb l'ex-Beatle Paul McCartney (al qual havien conegut durant una gala de la NME on van ser premiats pel millor directe) en el seu Liverpool Sound Collage, nomenat a un premi Grammy: per l'ocasió, els gal·lesos remesclaren unes gravacions inèdites del quartet de Liverpool i contribuïren amb dues peces pròpies, Free Now i Peter Blake 2000.

## Rings Around The World (2001)
Amb l'abandó de McGee, els grup necessitava un nou segell pel pròxim àlbum i Sony, que tenia participacions en Creation, va oferir contractes a molts dels seus artistes: entre ells, els Super Furry Animals, que van signar amb una de les seues subsidàries, Epic Records. La formació negocià un tracte pel qual podien publicar qualsevol disc que editaren en el futur en una altra casa discogràfica si l'obra en qüestió no interessava en Epic, amb la qual cosa podien trobar eixida a qualsevol projecte que vulgueren desenvolupar en el futur.
La major quantitat de recursos disponibles en el nou segell es feien evidents amb el nou disc, Rings Around the World («anells al voltant del món»), un àlbum que reprenia el so cohesiu i experimental del Guerrilla però més encarat a les cançons i amb més diversitat de sons; citat per crítics i seguidors com la seua obra més polida i accessible, des del primer senzill ja s'albirava allò que arribaria més avant: Juxtapozed with U («juxtaposat a tu»), publicat en juliol de 2001, era una eròtica peça de soul que va arribar al 14 en les llistes. El llarga durada va aparéixer el mes següent i, gràcies als recursos mediàtics d'un segell comercial, es va convertir en el seu major èxit de vendes en arribar al número 3 de la llista d'àlbums.
Així, els gal·lesos van donar eixida a la seua vis més experimental en peces com Sidewalk Serfer Girl («xica surfera de la vorera»), que canvia del tecno-pop lleuger al punk hardcore; del trip-hop lluminós de [A] Touch Sensitive («[un] toc sensible») al drum and bass caòtic de No Sympathy («cap simpatia»), però amb un gir agressiu en lletres com la de Run! Christian, Run! («Corre, cristià! Corre!»), que pareixia un atac a l'autocomplaença de la religió organitzada. En una de les cançons, Receptacle for the respectable («receptacle pel respectable»), Paul McCartney rosega carlota i api com a base rítmica en homenatge a la seua intervenció en Vegetables («hortalisses») dels Beach Boys.
Este disc, que també destaca per ser el primer lliurament mundial simultani d'un àlbum en CD i DVD, va ser nomenat als Premis Mercury d'aquell any: la cerimònia, celebrada al sendemà de l'atac al World Trade Center i el Pentàgon, es va tornar un poc més amarga amb la interpretació en viu del que seria el tercer i últim senzill del disc -el segon havia sigut la cançó homònima, (Drawing) Rings Around the World («dibuixem anells...»)-, It's Not the End of the World? («açò no és la fi del món?»), editat en gener del 2002 i número 28 en les llistes, que malgrat no ser massa impactant encara va ser prou radiat, especialment en la BBC Radio 2 (la ràdio pública que fa desconnexions «regionals», també en gal·lés).

## Phantom Power (2003)

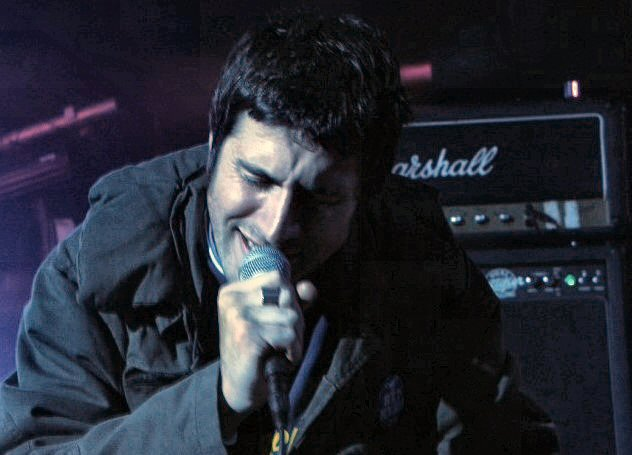
Gruff Rhys amb Mogwai

El disc següent, Phantom Power («poder fantasma»), depenia menys de l'experimentació sonora i deomstrava ser una tornada als orígens en la gravació, més crua en comparança amb l'anterior, encara que també va ser editat en CD i DVD, en juliol de 2003. Precedit pel senzill Golden Retriever (nom d'una raça de gos originària d'Escòcia) un mes abans, lloc 13 en llistes, el Phantom... es va vendre bé, va rebre bones crítiques i va arribar al número 4, encara que oferia poques sorpreses en térmens d'allò a què estaven acostumats els seguidors de SFA, en un moment en què deixaven d'estar en voga (fet palés per la poca cobertura en la premsa especialitzada). L'altre single, Hello Sunshine («hola, amanéixer»), va arribar al 31 en octubre del mateix any i va aparéixer en la banda sonora de la sèrie The OC.

## Remescles i grans èxits

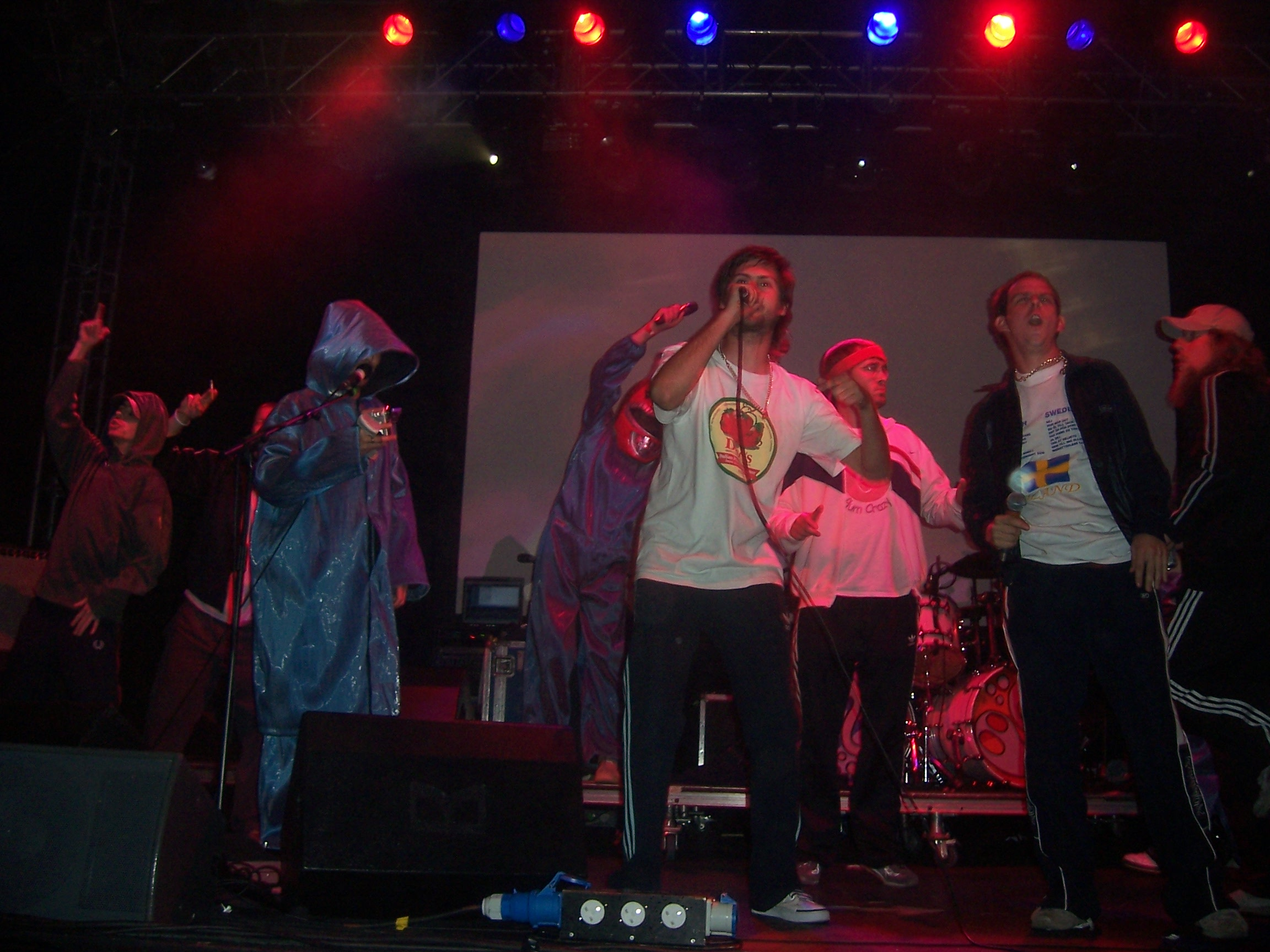
Amb els Goldie Lookin Chain

En una espècie de «desgreuge» pel Phantom Power, en 2004 el grup va traure una versió remesclada, Phantom Phorce («força fantasma»), amb les cançons reinterpretades per gent com Killa Kela, Four Tet i Brave Captain, tot això acompanyat del senzill de Slow Life («vida lenta») amb la cançó Motherfokker («fill de...»), una col·laboració amb els satírics Goldie Lookin Chain de Port Newydd, ambdós temes descarregables debades del web de Placid Casual. En octubre del mateix any van publicar el seu primer recopilatori d'èxits, apropiadament titulat Songbook: The Singles, Vol. 1 («cançoner: els senzills, volum 1»), i recolzat per l'edició d'una versió en directe de The Man Don't Give A Fuck de quasi mitja hora de duració que va arribar al 16 de les llistes.

## Love Kraft (2005)
A principis del 2005, Gruff Rhys va sorprendre amb la publicació del seu primer disc en solitari, Yr Atal Genhedlaeth, («la generació botijosa» o, llegit yr atal genhedlu, «l'anticoncepció»), amb tots els intruments tocats per ell i cantat completament en gal·lés, amb diferents pistes de veu solapades. El conjunt també va fer una selecció de cançons d'altri per un volum de la col·lecció Under the Influence («baix la influència»), en la qual els artistes trien les peces que més han influït en el seu estil, amb temes dels Beach Boys, Undertones, Sly and the Family Stone o MC5.
Encara en 2005, es va saber que el grup havia rebutjat una oferta d'un milió huit-cents mil dòlars per un anunci de Coca-Cola després de visitar-ne una plantació a Colòmbia amb War on Want, on es van assabentar d'assassinats i intimidacions per ordre dels empresaris: la companyia pretenia usar Hello Sunshine com a part de la seua campanya i, en una declaració a la Q Magazine, Coca-Cola va negar les al·legacions i afegí que era «un membre exemplar de la comunitat empresarial» a Colòmbia.
L'agost de 2005, Super Furry Animals publicava el seté treball d'estudi, Love Kraft («treball d'amor»), gravat a Catalunya i masteritzat al Brasil en la que representava una evolució en el desenvolupament de les cançons, de les quals Gruff n'era el principal compositor; ara, tots els membres del grup posaven veu a alguna cançó seua. Només hi va haver un senzill, Lazer Beam («raig làser»), publicat el 15 d'agost i número 28 en llistes: la falta de singles és en part un reflex de la idiosincràsia del disc, més coherent en unitat que els anteriors. L'ambientació del so recorda les gravacions dels Beach Boys de principis dels 70 com Surf's Up, un dels discs preferits dels SFA, mentre la proliferació d'arranjaments de corda sona a Curtis Mayfield. La freda recepció de l'àlbum (només arribaria al lloc 19) feia pensar que retornaven a la categoria de grup de culte; Love Kraft (el títol del qual no tenia res a vore amb Howard Phillips Lovecraft) va ser l'últim treball editat amb Epic, ja que el seu contracte s'acabaria a principis de 2006.

## Projectes paral·lels
Acid Casuals, projecte paral·lel del teclista Cian, va publicar en Placid Casual Omni, el seu disc de debut, en gener de 2006; el bateria, Daf, va fundar un nou grup junt amb Rhys Ifans The Peth («la cosa»), definit per Gruff com «uns ABBA satànics» però amb un so reminiscent dels Super Furry Animals del Radiator o Guerrilla. A setembre, el grup va suspendre per segon any consecutiu el concert que havia d'oferir al FRA d'Alaquàs en haver suspés el de l'any anterior i van haver de ser substituïts a última hora pels Ojos de Brujo: l'endemà, l'ajuntament es va vore obligat a emetre un comunicat on explicava els fets.
Eixe any, els grup havia signat per Rough Trade Records i començava a treballar en tres projectes diferents per al nou segell: el primer d'ells, el segon disc de Gruff Rhys, que també havia firmat amb Rough Trade com a solista. Precedit a les acaballes de l'any pel senzill Candylion, disponible només en vinil o com a descàrrega en la xàrcia, el disc homònim de llarga durada va aparéixer durant la segona setmana de 2007: en contrast amb el disc anterior, Yr Atal..., quasi totes les cançons del Candylion són en anglés llevat de dos en gal·lés i una en castellà (ara, no és la primera volta que Gruff feia una cançó en castellà), gravades en acústic en formar part d'una sèrie de cançons que havia escrit però que no pegaven amb la direcció que prenia el nou disc del grup.

## Hey Venus! (2007)
Les sessions de gravació del nou disc -el primer amb Rough Trade- començaren a principis del 2007 a un castell del sud de França: titulat Hey Venus! («ei Venus!», possiblement en referència al tercer -i últim- disc dels Ffa Coffi Pawb, Hei Vidal!) i originalment concebut com un disc conceptual sobre un personatge anomenat així, el primer avanç del disc era el senzill Show Your Hand («mostra la mà»), publicat el 13 d'agost. Encara que era el seu primer single que no entrava en la llista dels quaranta principals, el disc (editat el dia 27) funcionà molt millor, va arribar al número 11 i representà una millora en vendes respecte a l'anterior; fins i tot va ser el seu primer àlbum que entrava en la llista dels deu millors discs en iTunes (encara que només fins al lloc 9).

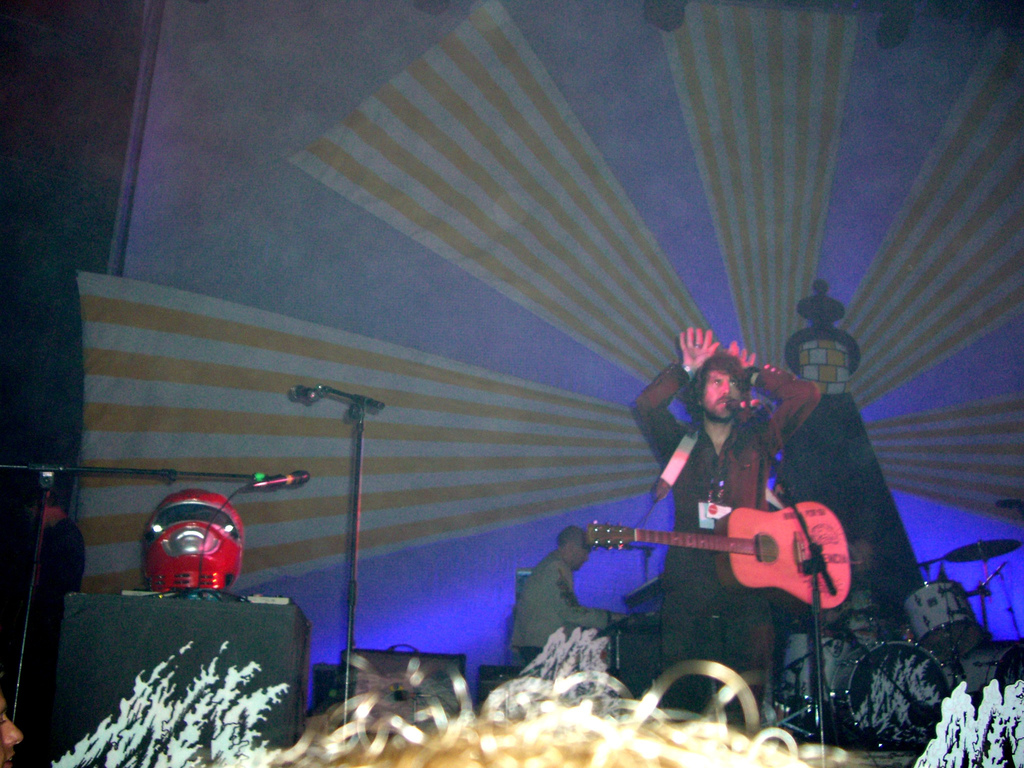
El disseny de Keiichi Tanaami

Hey Venus!, de poc més de mitja hora de durada, també és el primer disc des de l'any 96 que no té una portada dissenyada per Pete Fowler: excepcionalment, els SFA van demanar a l'il·lustrador japonés Keiichi Tanaami que els la dibuixara amb el seu estil particular; en un article de la NME es diu que Tanaami no coneixia el grup abans de l'encàrrec, que es van haver de comunicar a través dels advocats de l'artista i que no els va ensenyar cap dibuix abans de vore el resultat definitiu. Run-Away («fugitiu»), el segon senzill del disc, compta amb un videoclip que reproduïx l'estètica huitantera; el tercer senzill, The Gift that Keeps Giving («el regal que se seguix regalant») fou un regal en forma de descàrrega gratuïta des del seu web oficial durant el dia de Nadal del 2007, portada i videoclip inclosos, amb dos finals diferents en els quals el Pare Noel acaba assassinat.

## Dark Days/Light Years (2009)
D'ençà, els grup s'ha bolcat encara més en l'ús d'Internet: el nové disc d'estudi es va estrenar en format digital el 16 de març en el lloc web del grup (la versió física no es publicà fins al 13 d'abril) i, per a l'ocasió, els Super Furry van interpretar totes les cançons del Dark Days/Light Years («dies foscs/anys-llum») en un concert especial retransmés en directe des del seu web. De fet, abans de traure'l publicaven diàriament vídeos cassolans del procés de gravació i, en acabant, organitzaren un concurs en el qual el fan guanyador tindria el privilegi d'estrenar el videoclip de la cançó Mt.: l'afortunada fou Abigail Jones, que el publicà en el seu compte de YouTube. A més, la cançó Inaugural Trams (que inclou la col·laboració del baixista dels Franz Ferdinand recitant en alemany) estigué disponible per a descarregar debades des del mateix dia de la publicació. Taanami repetix com a il·lustrador de les portades -diferents en l'edició en vinil i en CD- ara també amb la col·laboració de Fowler.

## Discografia
| A.   | disc                    |
| ---- | ----------------------- |
| 1997 | Radiator                |
| 1998 | Guerrilla               |
| 2000 | Mwng                    |
| 2001 | Rings Around the World  |
| 2003 | Phantom Power           |
| 2005 | Love Kraft              |
| 2007 | Hey Venus!              |
| 2009 | Dark Days / Light Years |